# Jauchzet Gott in allen Landen, BWV 51

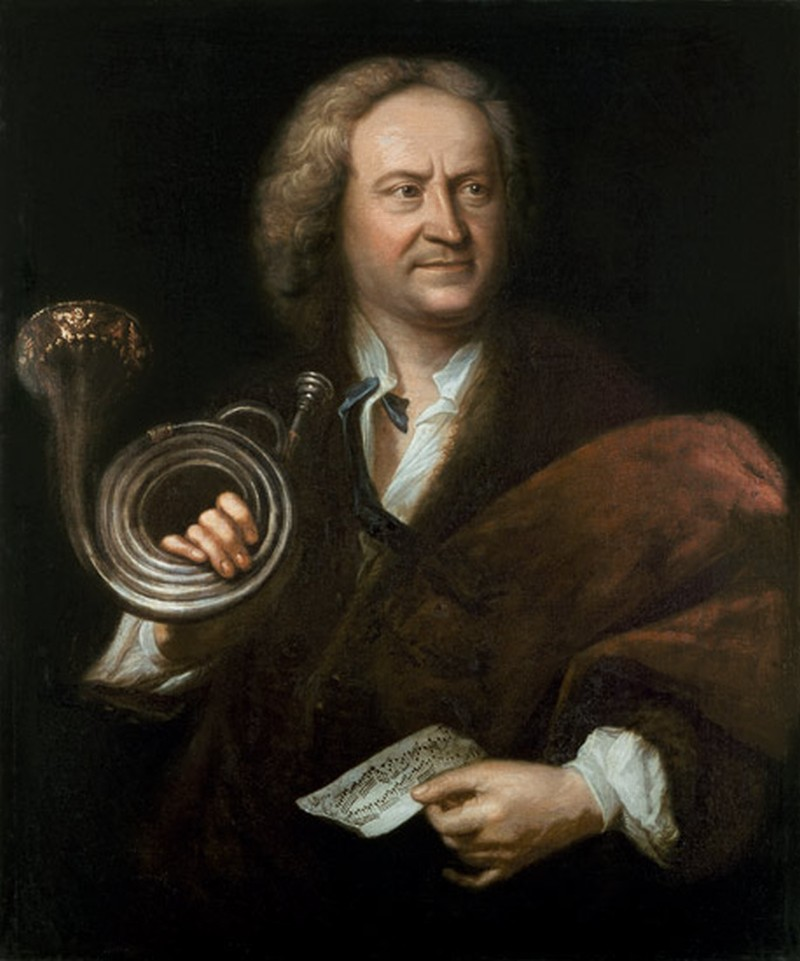
Gottfried Reiche, para quien fue probablemente escrita la parte de trompeta de BWV 51.

Jauchzet Gott in allen Landen, BWV 51 (¡Aclamad a Dios en todas las naciones!) es una cantata de iglesia escrita por Johann Sebastian Bach en Leipzig para el decimoquinto domingo después de la Trinidad, pero también para uso general, y estrenada el 17 de septiembre de 1730.

## Historia
Bach compuso esta obra durante su estancia en Leipzig para el decimoquinto domingo después de la Trinidad. La cantata es una de las únicas cuatro cantatas sacras que Bach escribió para soprano sin más solistas vocales, excluyendo el arreglo que hizo Bach de la cantata para bajo solista y oboe BWV 82, que resultó en la cantata para soprano y flauta BWV 82a. Las otras cantatas sacras para soprano solista son Falsche Welt, dir trau ich nicht, BWV 52, Ich bin vergnügt mit meinem Glücke, BWV 84 y Mein Herze schwimmt im Blut, BWV 199. No obstante, hay diversas cantatas profanas para soprano solista: BWV 202, BWV 204, BWV 209 y BWV 210.
Tanto la parte de soprano, que abarca dos octavas y llega hasta una nota do alto, como la parte de trompeta que en ocasiones intercambia líneas melódicas con la soprano en igualdad de condiciones, son extremadamente virtuosísticas. Alfred Dürr entiende que Bach tuvo a su disposición un cantante excepcionalmente talentoso, teniendo en cuenta además que una voz femenina era poco probable en la conservadora Leipzig. La parte de trompeta probablemente fue escrita para Gottfried Reiche, el trompetista principal de Bach de aquella época. La orquestación es única en las cantatas de Bach, pero era utilizada con frecuencia por compositores italianos como Alessandro Scarlatti. El hijo de Bach, Friedemann Bach, arregló la obra añadiendo una seguna trompeta y timbales.
Conforme a Christoph Wolff, Bach pudo haber escrito la cantata poco antes de 1730 para una interpretación desconocida, antes de destinarla para el decimoquinto domingo después de la Trinidad el 17 de septiembre de 1730. El material de interpretación se ha conservado pero no revela más detalles, más que la indicación acerca de una interpretación posterior. Hofmann ve una conexión con la corte de Weißenfels donde la orquestación para soprano solista y trompeta era popular. Bach había escrito dos cantatas para la celebración de cumpleaños en esa corte, la Cantata de caza, BWV 208 en 1713 y la Cantata del pastor, BWV 249a en 1713.

## Análisis

### Texto
Las lecturas establecidas para ese día eran de la epístola a los gálatas, la admonición de Pablo a «caminar por el espíritu» (Gálatas 5:25-6:10), y del evangelio según San Mateo, la petición a no preocuparse de las necesidades materiales sino de la búsqueda del reino de Dios en primer lugar sermón de la montaña (Mateo 6:23-34).
En 1726, el domingo había sido Michaelis, la fiesta de San Miguel, de ahí que faltase una cantata para la ocasión en tercer ciclo anual de Bach. El manuscrito de Bach indica que fue escrita para el decimoquinto domingo después de la Trinidad "et in ogni tempo" (y para cualquier tiempo). La última frase indica el posible uso general de la obra, ya que el texto de la cantata no tiene una relevancia real directa a las lecturas de las escrituras. El poeta desconocido incorpora en un recitativo ideas de Salmos 138:2, Salmos 26:8 y Lamentaciones 3:22-23. El coral final es la quinta estrofa de "Nun lob, mein Seel, den Herren", añadido al himno de Johann Gramann en Königsberg en 1549. Bach utilizó el mismo verso en otro arreglo que cerraba su Wir danken dir, Gott, wir danken dir, BWV 29.

### Instrumentación
La obra está escrita para una sola voz solista (soprano); trompeta, dos violines, viola y bajo continuo. Se trata de la única de las cantatas de iglesia escritas por Bach que fue orquestada para soprano solista y trompeta.

### Estructura
Consta de cinco movimientos.
1. Aria: Jauchzet Gott in allen Landen
2. Recitativo: Wir beten zu dem Tempel an
3. Aria: Höchster, mache deine Güte
4. Coral: Sei Lob und Preis mit Ehren
5. [Finale]: Alleluja

La música es concertante y virtuosística para la solista y la trompeta. La primera aria y el Alleluja de cierre siguen el estilo de un concerto italiano. La primera aria está en forma da capo, con extendidas coloraturas. El único recitativo primero va acompañado por la cuerda, una segunda parte es secco aunque arioso. La segunda aria también va acompañada por el continuo "quasi ostinato" que sostiene expresivas coloraturas de la voz. Las líneas en el continuo, en movimiento constante en compás de 12/8 parecen elevarse constantemente, hacia el mencionado "Höchster" (lo más alto). El coral es una fantasía coral, con la soprano cantando una melodía sin adornos con un acompañamiento a tres voces de dos violines y continuo. El coral conduce sin pausa a un "Alleluja" final en forma de fuga con la trompeta, llevando la cantata a un cierre especialmente festivo.

## Discografía selecta
De esta pieza se han realizado una serie de grabaciones entre las que destacan las siguientes.
- 1963 – Johann Sebastian Bach Solo-Kantaten. Gustav Leonhardt, Concerto Amsterdam, Agnes Giebel, Maurice André (Telefunken)
- 1971 – Bach: Kantate BWV 51 & 202. Kurt Masur, Gewandhausorchester, Adele Stolte, Armin Mönnel (Eterna)
- 1976 – Bach: Das Kantatenwerk, vol. 14. Gustav Leonhardt, Leonhardt Consort, Marianne Kweksilber (Telefunken)
- 1983 – J.S. Bach: Magnificat-Jauchzet Gott in allen Landen. John Eliot Gardiner, English Baroque Soloists, Emma Kirkby (Philips)
- 2001 – J.S. Bach: Complete Cantatas Vol. 19. Ton Koopman, Amsterdam Baroque Orchestra, Marlis Petersen (Antoine Marchand)
- 2005 – J.S. Bach: Cantatas Vol. 30 BWV 51, 210, 1127 (Solo Cantatas). Masaaki Suzuki, Bach Collegium Japan, Carolyn Sampson, (BIS)

La obra ha sido grabada un gran número de sopranos como Elisabeth Schwarzkopf (1948), Maria Stader (1959), Elly Ameling (1970), Edith Mathis (1972), Edita Gruberova (1979), Lucia Popp (1980), Helen Donath (1983), Elizabeth Parcells (1983), Monika Frimmer (1984), Barbara Hendricks (1989), Christine Schäfer (1999), Siri Thornhill (2007).